# Mariusz Klimczyk
Mariusz Klimczyk (né le 16 septembre 1956 à Bydgoszcz) est un athlète polonais spécialiste du saut à la perche. Affilié au Zawisza Bydgoszcz, il mesure 1,76 m pour 77 kg.

## Biographie

### Palmarès
| Date | Compétition                    | Lieu            | Résultat | Performance |
| ---- | ------------------------------ | --------------- | -------- | ----------- |
| 1975 | Championnats d'Europe juniors  | Athènes         | 4e       | 4,80 m      |
| 1977 | Championnats d'Europe en salle | Saint-Sébastien | 3e       | 5,20 m      |
| 1979 | Championnats d'Europe en salle | Vienne          | 6e       | 5,40 m      |
| 1980 | Championnats d'Europe en salle | Sindelfingen    | 8e       | 5,40 m      |
| 1980 | Jeux olympiques d'été          | Moscou          | 6e       | 5,55 m      |
| 1981 | Championnats d'Europe en salle | Grenoble        | 5e       | 5,55 m      |
| 1984 | Championnats d'Europe en salle | Göteborg        | 7e       | 5,40 m      |

### Records
| Épreuve          | Performance | Lieu | Date |
| ---------------- | ----------- | ---- | ---- |
| Saut à la perche | 5,60 m      |      | 1980 |